# OQO
OQO, Inc. ist der Name eines US-amerikanischen Startup-Unternehmens, dass von seiner Gründung 2000 bis zum Mai 2009 Subnotebooks hergestellt hat. OQO ist gleichzeitig die Bezeichnung für das von dem Unternehmen vertriebene Subnotebook, auf dem die gesamte Produktlinie aufbaute. Das Handheld erschien in drei Revisionen, mit den Bezeichnungen OQO model 01, OQO model 01+ und OQO model 02. Ein auf der CES 2009 angekündigtes OQO model 02+ kam über den Prototypen-Status nicht hinaus. Das Startup wurde wegen finanziellen Schwierigkeiten 2009 aufgegeben.

## Geschichte
Jory Bell und Jonathan Betts-LaCroix gründeten im Jahr 2000 das Unternehmen OQO, zusammen mit vier anderen Größen der Computertechnik, mit dem Ziel, die Computerbranche durch den bisher kleinsten vollwertigen Rechner zu revolutionieren.
Am 14. Mai 2009 teilte OQO mit, die Geschäfte nicht weiterführen zu können; das zuletzt angekündigte Model 02+ erreichte damit nicht mehr den Endverbrauchermarkt.

## OQO model 01

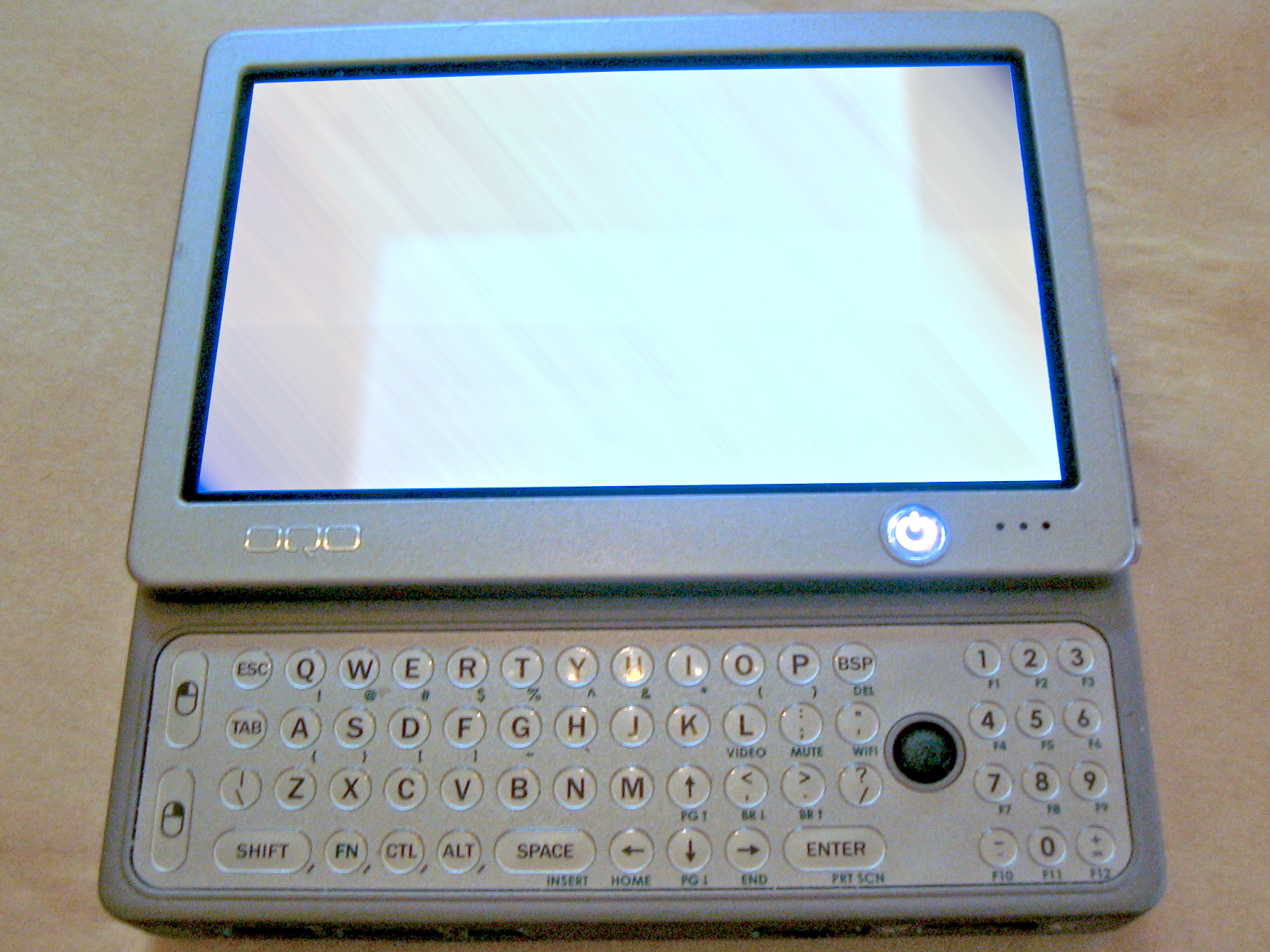
Model 01

Es handelte sich zur Markteinführung Oktober 2004 um den kleinsten PC der Welt. Mit 12,4 × 8,6 × 2,3 cm und 400 g Gewicht erinnert er äußerlich an einen PDA und passt in eine Handfläche. Technisch gesehen war er jedoch ein vollwertiger PC mit den folgenden Spezifikationen:
- 1 GHz Transmeta Crusoe-CPU
- 256 MB RAM
- 20 GB Festplatte
- 800 × 480 Pixel Farbdisplay
- Touchscreen, Tastatur mit Ziffernblock, Trackstick und Scrollrad
- USB 1.1, FireWire, Kopfhöreranschluss, Mikrofon
- Ausgeliefert mit Microsoft Windows XP
- Bluetooth und 802.11b Wireless LAN
- Austauschbarer Akkumulator mit ca. zwei Stunden Laufzeit
- Per Dockingkabel auch Anschlüsse für VGA, LAN und Replikatoren der übrigen Anschlüsse

## OQO model 01+
Im September 2005 wurde OQO model 01+, der Nachfolger des OQO model 01, vorgestellt. Das neue Modell hatte bei gleichen Ausmaßen und gleichem Gewicht einige Verbesserungen zu verzeichnen. Dazu gehören:
- 512 MB RAM
- 30 GB Festplatte
- USB 2.0
- Integrierter Lautsprecher
- Verbesserte Stiftbedienung des verschiebbaren Bildschirms
- Seit 2006 auch mit Windows XP Tablet PC Edition erhältlich

## OQO model 02

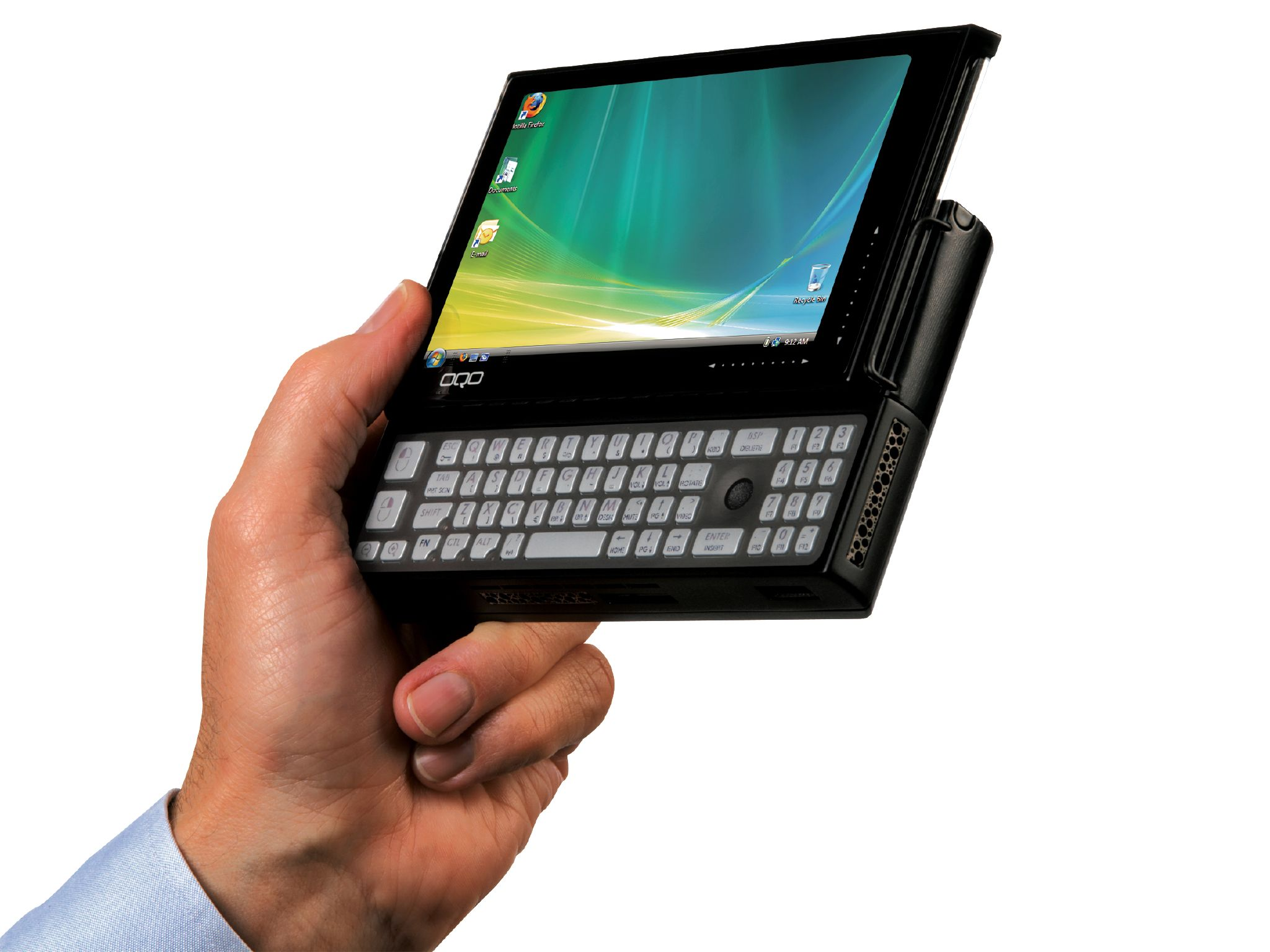
OQO Model 02

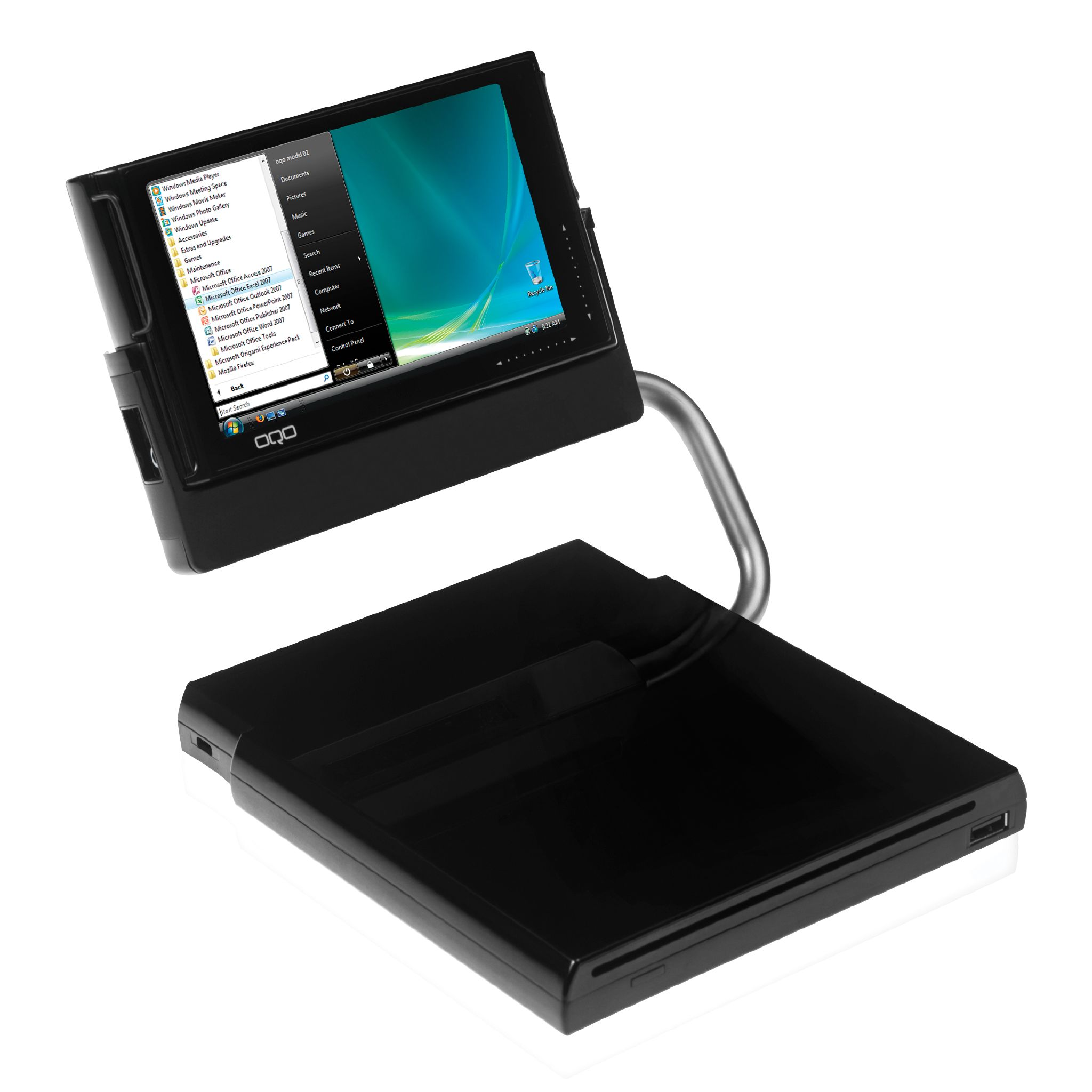
OQO Model 02 mit Dockingstation

Am 7. Januar 2007 präsentierte das Unternehmen den OQO model 02, welcher zahlreiche Weiterentwicklungen beinhaltete, dazu zählen der neue VIA-Chipsatz, C7M-Prozessor und DDR2-RAM. Das neue Modell war zunächst in drei Ausführungen (good, better, best) erhältlich, diese unterschieden sich jeweils in der Größe der Festplatte, des RAMs, sowie in der Taktfrequenz der CPU. Als Betriebssystem wurde außerdem Windows Vista angeboten.
Die Ausstattung wurde stetig an aktuelle technische Entwicklungen angepasst, so waren beim Neukauf inzwischen Solid State Disks mit bis 60 GB Kapazität sowie Module für Edge oder UMTS erhältlich. Ein Modul für WiMAX wurde ebenfalls vorgestellt.
Das letzte Modell für den europäischen Markt hatte die Bezeichnung OQO e2. Es war ohne und mit einem zu den europäischen Mobilfunknetzen kompatiblen UMTS-Modul verfügbar.
Eine noch auf der CES 2009 angekündigte, auf der Intel Atom Architektur basierende Version konnte nicht mehr in Serie produziert werden.

## Einschränkungen und Nachteile
Zum Start waren die Meinungen gemischt. Dies lag zum einen in einer Reihe von kleinen Mängeln, die durch ihre Anzahl an Bedeutung gewannen, aber mit dem Model 01+ größtenteils behoben wurden. Zum anderen lag es daran, dass die Nutzer noch nicht so recht wussten, was sie damit anfangen sollten.
Der OQO-Rechner sollte folgendes in sich vereinen:
- Mobil wie ein Laptop
- Handlich wie ein PDA
- Leistungsfähig wie ein Desktop

Somit sollte man nur noch diesen einen PC benötigen, wodurch man sich das Synchronisieren mehrerer Systeme sparen könnte. Jedoch war es für viele Nutzer im Jahr 2004 indiskutabel, ihren schnellen Desktop gegen einen Rechner mit nur 1 GHz Takt einzutauschen.
Eine Auswahl von speziellem Zubehör für die drei OQO-Modelle war erhältlich.
Aufgrund der zu früh angekündigten Markterscheinung und oft verschobenen Terminen galt der OQO 01 bis zur Veröffentlichung als Vaporware (Produkt-Ankündigung, die wohl nie erfüllt wird). Es wurde auf Platz 4 der Vaporware-Hitliste 2002 des US-Magazins Wired gewählt.